# Juneževa domačija
Juneževa domačija je etnografski muzej na prostem. Leži v Rogaški Slatini, pod vzpetino Janina v nekdaj samostojnem naselju Tržišče, ki je sedaj del Rogaške Slatine. 
Leži na ravni polici pod vzpetino. Spomeniško zaščitena domačija obsega stanovanjsko hišo s črno kuhinjo, gospodarsko poslopje, delno zaprt kozolec doplar in čebelnjak. K domačijo spada še vedno nekaj njiv v bližini, ki se redno obdelujejo, še sejejo, med drugim pšenico. Zrnje uporabijo za peko na raznih delavnicah, slamo pa za popravila slamnatih streh.
Z arhivskimi dokumenti je dokazano, da je bila domačija v lasti družine Junež od konca 18. stoletja. Sedanje zgradbe datirajo v začetek 19. stoletja.